# 古德因滕特 (新澤西州)
古德因滕特（英語：Good Intent）是位於美國新澤西州格洛斯特縣的非建制地區。

## 歷史
古德因滕特的郵局於1831年設立，其後於1944年停運。

## 地理
古德因滕特所處的海拔為高於海平面17米（即56英呎），而該地所採用的時區為UTC-5，即北美东部时区（EST）。同時該地設有夏令時間，為UTC-5調快一小時，即UTC-4（EDT）。